# Enes Tepecik
Enes Tepecik (* 11. März 2004) ist ein österreichischer Fußballspieler.

## Karriere

### Verein
Tepecik begann seine Karriere beim SC Wiener Neustadt. Im Jänner 2016 wechselte er zum SV Willendorf. Zur Saison 2017/18 kam er in die AKA St. Pölten. Im Jänner 2020 wechselte er in die Akademie des SK Rapid Wien, bei dem er einen bis Juni 2022 laufenden Vertrag erhielt.
Im Oktober 2020 debütierte er für die zweite Mannschaft von Rapid in der 2. Liga, als er am sechsten Spieltag der Saison 2020/21 gegen den SK Vorwärts Steyr in der 74. Minute für Nicholas Wunsch eingewechselt wurde. Insgesamt kam er zu 37 Zweitligaeinsätzen für Rapid II, ehe er mit dem Team 2023 aus der 2. Liga abstieg.
Im September 2023 wechselte er dann in die Türkei zum Erstligisten MKE Ankaragücü. Bei Ankaragücü blieb er aber ohne Einsatz. Daraufhin wechselte er im August 2024 leihweise innerhalb Ankaras zu Drittligist Ankaraspor. Für Ankaraspor kam er zu zwölf Einsätzen in der TFF 2. Lig. Im Jänner 2025 kehrte er zu Ankaragücü zurück.

### Nationalmannschaft
Tepecik spielte im April 2019 erstmals für eine österreichische Jugendnationalauswahl. Im Oktober 2020 debütierte er gegen Slowenien für die U-17-Mannschaft. Im September 2021 gab er gegen Deutschland sein Debüt im U-18-Team.
Im September 2022 debütierte er gegen Litauen für die U-19-Auswahl.